# New York City Transit Authority

Logo de la NYCTA.

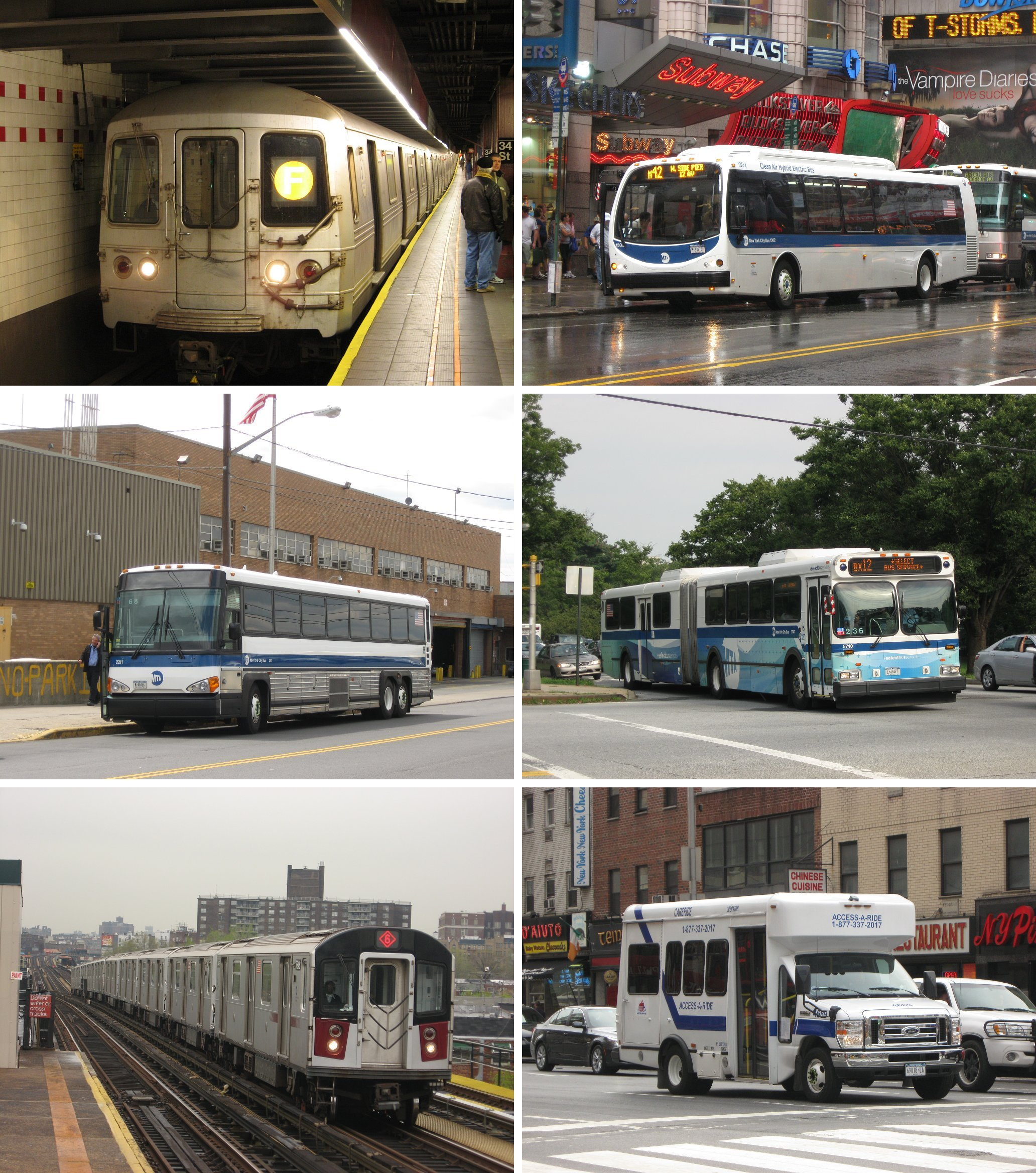
La NYCTA gère plusieurs réseaux de transport en commun de la ville de New York. Ils se composent à la fois de métros et de bus.

La New York City Transit Authority (connu sous l'acronyme NYCTA) est un service public qui gère une partie des transports en commun de la ville de New York aux États-Unis. La NYCTA fait partie de la Metropolitan Transportation Authority (MTA) qui gère le plus grand réseau de transports en commun de toute l'Amérique du Nord.
En 2012, près de 7,6 millions de personnes ont emprunté des transports gérés par la NYCTA chaque jour, ce qui représente plus de 2,3 milliards de voyages sur l'année.
La NYCTA est chargée de l'exploitation de trois réseaux distincts de transport en commun:
- Le métro de New York (24 lignes, 422 stations, 468 points d'arrêt)[2] qui dessert les arrondissements de Manhattan, Brooklyn, Queens et du Bronx.
- Le MTA Staten Island Railway (1 ligne, plus de 4,4 millions de voyages en 2012)[2] qui dessert l'arrondissement de Staten Island.
- Le MTA New York City Bus (230 lignes), qui couvre toute la ville[2].

## Histoire
Le réseau de métro de New York tel qu'il existe aujourd'hui était à la base composé de trois réseaux indépendants et concurrents les uns des autres. Deux d'entre eux furent construits par des organismes privés, l'Interborough Rapid Transit Company (IRT) de August Belmont et la Brooklyn-Manhattan Transit Corporation (BMT) qui les opéraient. Le troisième, l'IND était public et fut construit par la ville de New York qui l'opérait. Le 1er juin 1940, la ville prit le contrôle des deux réseaux privés et les consolida dans ce qui devint le New York City Board of Transportation (NYCBOT).

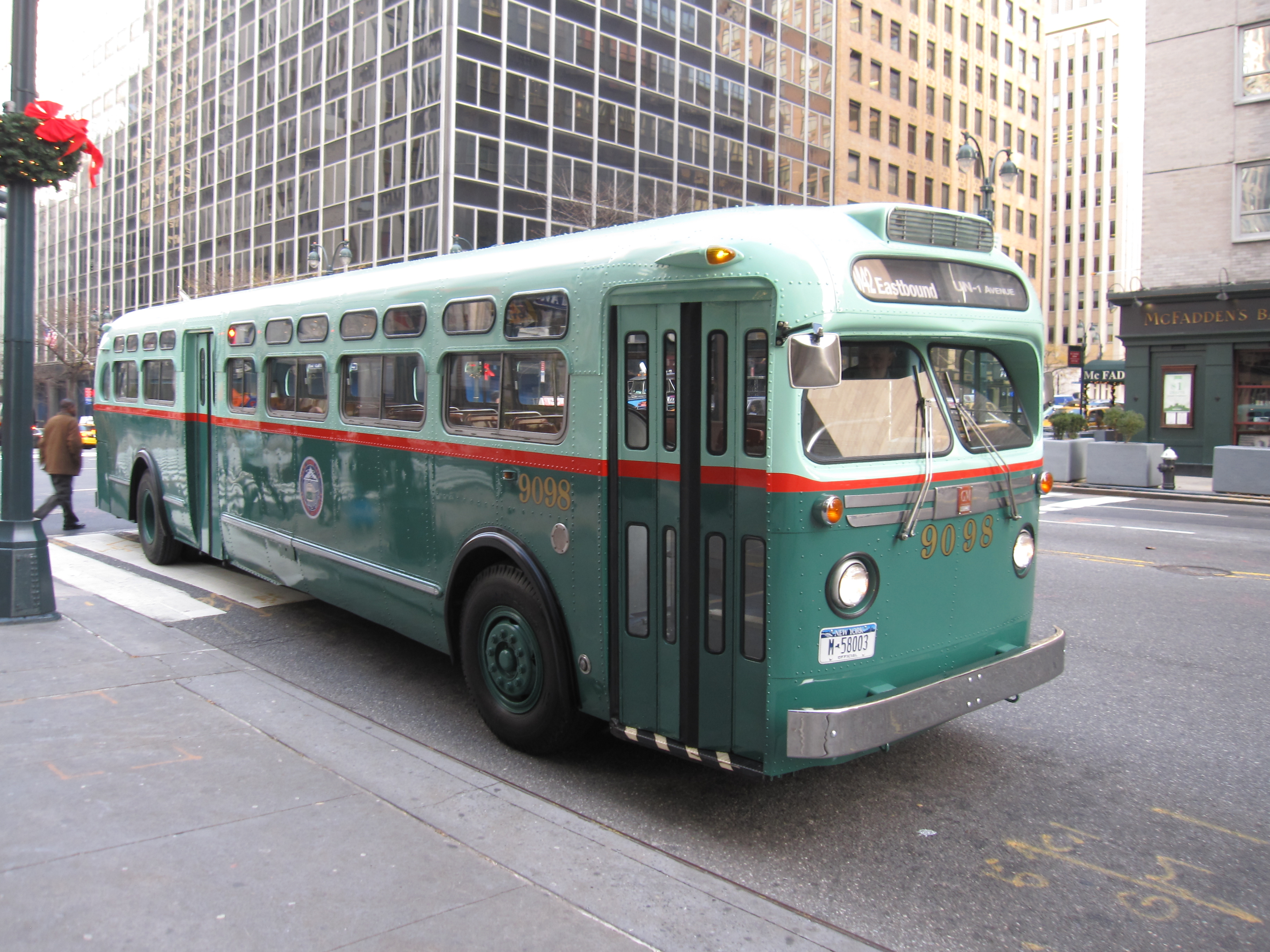
Un bus de la NYCTA dans sa livrée originale, dans les années 1950.

La New York City Transit Authority (NYCTA) fut créée en 1953, en application de l'Alinéa 9 de l'Article 5 de la Public Authorities Law, tel qu'il a été amendé (le "TA Act") dans le but de prendre le contrôle des infrastructures de transport en commun qui étaient alors gérées par la ville, et d'en assurer la gestion pour le « confort et la sécurité du public ». Ces infrastructures comprenaient non seulement les métros de l'IRT, de la BMT, et de l'IND, mais aussi plusieurs lignes « de surface » (bus, et tramways jusqu'en 1956). Avant cette date, ces réseaux étaient gérés par le Département de Transport (Board of Transportation) de la ville de New York. L'un des intérêts de la création de la nouvelle agence était de détacher la gestion des transports, et en particulier la détermination du prix des voyages de l'autorité de la ville.
Aujourd'hui, l'ensemble des lignes et des infrastructures du métro sont la propriété de la ville de New York qui en délègue la gestion à la MTA, par le biais de la NYCTA.

## Financement et budget
Comme l'ensemble des réseaux de transport public aux États-Unis, la NYCTA est dépendante de financements extérieurs pour couvrir ses besoins en capitaux et ses charges d'exploitation. Cependant, du fait de la fréquentation très importante du réseau de transports de New York, et grâce à la publicité, la NYCTA parvient à couvrir une partie importante de ses coûts.
Historiquement, la NYCTA recevait à la fois un soutien en capital de la part de l'État et de la ville, mais ces dispositions furent supprimées, essentiellement par le gouverneur Rockefeller dans les années 1960.
Pour 2013, la NYCTA dispose d'un budget d'exploitation de 9,9 milliards de dollars. Elle emploie également plus de 45,000 personnes.

## Mouvements de grèves
Les employés de la NYCTA qui travaillent sur le réseau du métro ou dans les arrondissements de Brooklyn, Manhattan et du Bronx sont rattachés au Transport Workers Union of America Local 100 (TWU Local 100), tandis que les employés des réseaux de bus des arrondissements de Queens et de Staten Island sont représentés par diverses antennes de syndicats unis du transport (Amalgamated Transit Unions).

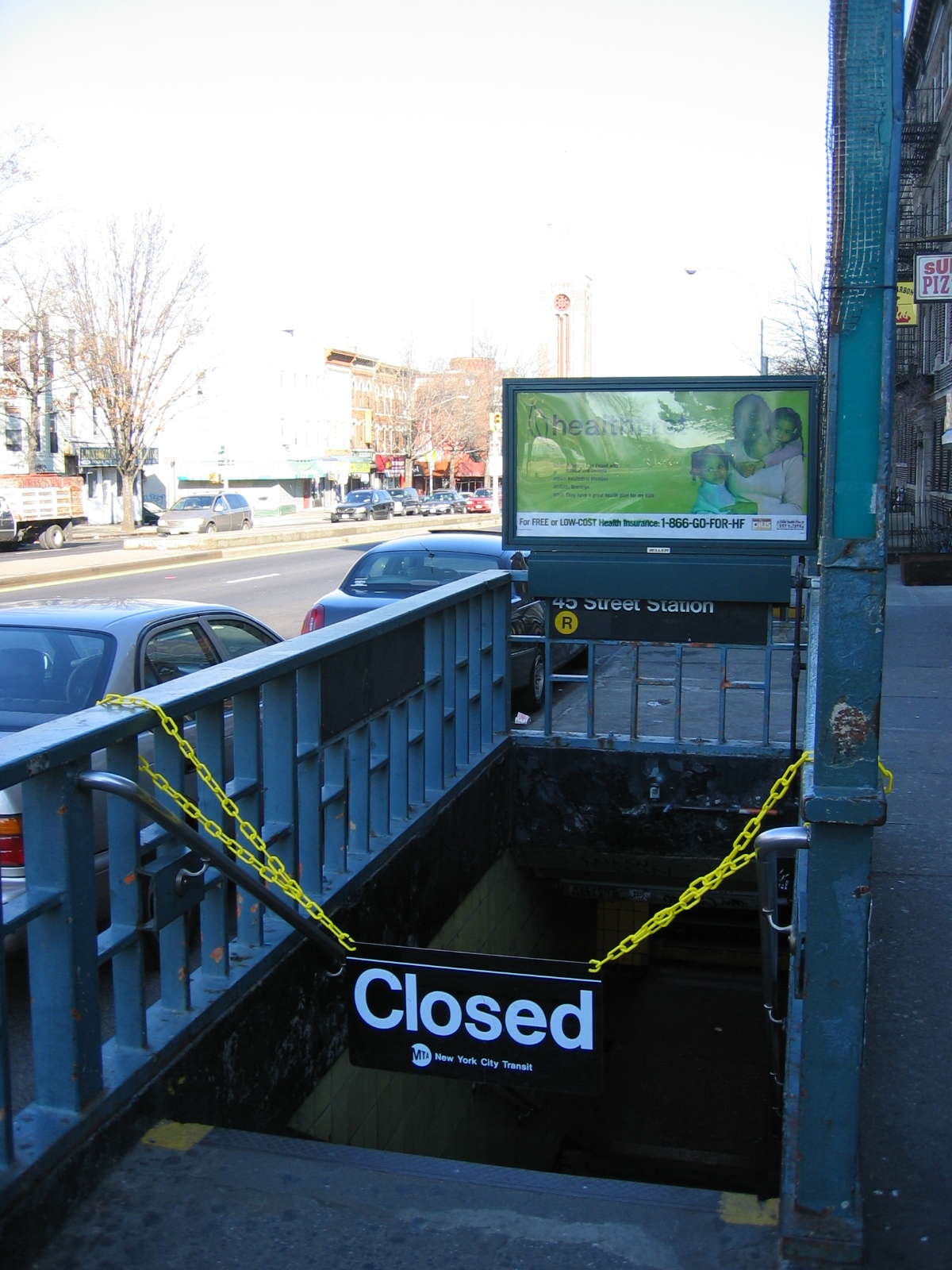
Station fermée sur la lors de la grève de 2005.

À l'occasion du Nouvel An en 1966, une grève de 12 jours fut décidée, notamment à l'initiative de Mike Quill. La grève débuta au moment où les contrats des membres du syndicat arrivèrent à expiration, et fut accompagnée de revendications économiques majeures de la part du syndicat. À la suite de la grève de 1966, la Loi Taylor fut votée, et rendit illégales les grèves des employés du service public dans l'État de New York.
En dépit de la nouvelle loi, une nouvelle grève de 11 jours eut lieu en 1980. 34 000 employés se mirent alors en grève pour exiger des revalorisations salariales.
Le 10 décembre 2005, une nouvelle grève eut lieu. Les employés quittèrent leurs postes à 3 heures du matin, paralysant le réseau de la NYCTA. Plus tard lors de la même journée, la Cour suprême des États-Unis envoya un avertissement au syndicat du métro en annonçant qu'une amende de 1 million de dollars serait appliquée pour chaque jour de grève. En outre, chaque gréviste se verrait infliger une amende de deux jours de paie pour chaque jour non travaillé. En fin de compte, le juge infligea une amende de 2,5 millions de dollars, appliqua les amendes pour les employés, et imposa des amendes individuelles pour les dirigeants du syndicat. Par ailleurs, la cour suspendit pour une durée indéterminée les prélèvements salariaux destinés à financer le syndicat (dues checkoffs) et refusa de les remettre en place pendant une durée de 18 mois.
Le 22 décembre à 14h35, le TWU Local 100 donna à ses membres la consigne de reprendre le travail immédiatement, après être parvenu à un accord de principe avec le management de la NYCTA sur les termes du contrat. À la fin de l'après-midi, la grève était terminée, et les services de bus reprirent dans la soirée tandis que le métro rouvrit ses portes dans la matinée du 23 décembre. Le contrat fut dans un premier temps rejeté par les membres du TWU par 7 voix, mais fut ratifié lors d'un second vote, avec quelques amendements. Cependant, le Conseil d'administration de la MTA, également présent au CA de la Transit Authority répudia le contrat et proposa de revenir à la version antérieure. Avec l'aide d'un arbitre, les deux parties s'entendirent finalement sur la version originale du contrat.
Plus de quatre mois après la fin de la grève, la cour condamna le président du Local 100 à une courte peine de prison du fait de son implication dans le mouvement de grève.
En 2008-2009, la direction de la MTA refusa de nouveau de ratifier un nouveau contrat avec le Local 100 pour succéder à l'accord précédent qui devait expirer fin 2009. Cette fois-ci, le syndicat choisit de suivre une procédure d'arbitrage incluse dans les dispositions de la Loi Taylor plutôt que de recourir à un mouvement de grève pour faire entendre ses revendications. Le 11 août 2009, après des mois d'audiences impliquant des dizaines de témoins, le Comité d'arbitrage de l'État rendit sa décision. Cependant, la MTA refusa de respecter ses prescriptions, contraignant le syndicat à aller jusqu'au tribunal pour tenter de les faire appliquer. Le 11 décembre 2009, le juge de la Cour Suprême Peter Sherwood rendit sa décision, soutenant l'ensemble des recommandations du Comité d'arbitrage.